# Mario Budimir
Mario Budimir (Signo, 12 febbraio 1986) è un ex calciatore croato, di ruolo attaccante.

## Palmarès

### Club

#### Competizioni nazionali
- Campionato cipriota: 1

APOEL: 2012-2013
- Supercoppa di Cipro: 1

APOEL: 2013
- Campionato croato: 1

Dinamo Zagabria: 2017-2018
- Coppa di Croazia: 1

Dinamo Zagabria: 2017-2018